# Elgnówko
Elgnówko (deutsch Gilgenau) ist ein Dorf in der polnischen Woiwodschaft Ermland-Masuren. Es gehört zur Gmina Olsztynek (Stadt- und Landgemeinde Hohenstein i. Ostpr.) im Powiat Olsztyński (Kreis Allenstein).

## Geographische Lage
Elgnówko liegt im Südwesten der Woiwodschaft Ermland-Masuren, 19 Kilometer südöstlich der früheren Kreisstadt Osterode in Ostpreußen (polnisch Ostróda) bzw. 23 Kilometer südwestlich der jetzigen Kreismetropole Olsztyn (deutsch Allenstein).

## Geschichte
Das kleine Dorf Ilgenaw – nach 1410 Heilgenaw, nach 1437 Gilgenaw und nach 1515 Gilgenau – wurde 1359 erstmals erwähnt. Zwischen 1874 und 1945 gehörte es zum Amtsbezirk Wittigwalde (polnisch Wigwałd) im Kreis Osterode in Ostpreußen.
Im Jahre 1885 waren in Gilgenau 486 Einwohner registriert, im Jahre 1910 waren es 407. Ihre Zahl belief sich 1933 auf 421, und 1939 auf 388. Es bestanden 1939 92 Haushalte, 283 Einwohner waren in der Land- und Forstwirtschaft tätig, 44 in Industrie und Handwerk sowie fünf in Handel und Verkehr.
Aufgrund der Bestimmungen des Versailler Vertrags stimmte die Bevölkerung in den Volksabstimmungen in Ost- und Westpreußen am 11. Juli 1920 über die weitere staatliche Zugehörigkeit zu Ostpreußen (und damit zu Deutschland) oder den Anschluss an Polen ab. In Gilgenau stimmten 300 Einwohner für den Verbleib bei Ostpreußen, auf Polen entfielen keine Stimmen.
In Kriegsfolge wurde Gilgenau 1945 mit dem gesamten südlichen Ostpreußen an Polen überstellt. Das Dorf erhielt die polnische Namensform „Elgnówko“ und ist heute eine Ortschaft innerhalb der Stadt- und Landgemeinde Olsztynek (Hohenstein i. Ostpr.) im Powiat Olsztyński (Kreis Allenstein), bis 1998 der Woiwodschaft Olsztyn, seither der Woiwodschaft Ermland-Masuren (mit Sitz in Olsztyn (Allenstein)) zugehörig.

## Kirche
Gilgenau war bis 1945 in die evangelische Kirche Wittigwalde (polnisch Wigwałd)  in der Kirchenprovinz Ostpreußen der Kirche der Altpreußischen Union, außerdem in die römisch-katholische Kirche Osterode in Ostpreußen im Bistum Ermland eingepfarrt.
Heute gehört Elgnówko katholischerseits zur Pfarrei Wigwałd im Dekanat Olsztynek des Erzbistums Ermland, evangelischerseits zur Kirchengemeinde Olsztynek, einer Filialgemeinde der Christus-Erlöser-Kirche Olsztyn in der Diözese Masuren der Evangelisch-Augsburgischen Kirche in Polen.

## Verkehr
Elgnówko liegt an der Kreisstraße (polnisch Droga powiatowa) DP 1232N, die von Wilkowo (Wilken) bis nach Wirwajdy (Warweiden) führt. Außerdem enden lokale Nebenstraßen innerorts. Eine Anbindung an den Bahnverkehr besteht nicht.

## Persönlichkeit
- Martin Guntau (1933–2019), deutscher Mineraloge und Wissenschaftshistoriker